# Тім Громанн
Тім Громанн  (нім. Tim Grohmann, 27 грудня 1988) — німецький веслувальник, олімпійський чемпіон. Він був членом німецької команди, яка здобула золоту медаль на літніх Олімпійських іграх 2012 року в Лондоні разом з Карлом Шульце, Філіпом Венде та Лауріцем Шуфом.

## Виступи на Олімпіадах
| Олімпіада   | Дисципліна     | Місце  |
| ----------- | -------------- | ------ |
| Лондон 2012 | четвірка парна | Золото |